# Elizabeth Beise
Elizabeth J. (Betsy) Beise es una física y educadora estadounidense. Se desempeña como profesora de física y rectora asociada de la Universidad de Maryland. Trabaja en cromodinámica cuántica, estructura de nucleones y simetrías fundamentales.

## Biografía

### Primeros años
Estudió física en Carleton College y se graduó en 1981. Se unió al Instituto de Tecnología de Massachusetts para realizar su investigación de posgrado y obtuvo un doctorado en 1988. Recibió el premio Peter T. Demos a la mejor tesis doctoral del MIT-Bates Accelerator Center. Trabajó en el laboratorio de Radiación Kellogg del Instituto de Tecnología de California como investigadora senior de 1988 a 1993. Desde esta beca, ha estado involucrado en el estudio de bariones.

### Carrera
En 1993, se unió a la Universidad de Maryland. Su investigación consideró el uso de la dispersión de electrones para comprender la estructura de un nucleón. Trabajó en varios laboratorios de investigación, incluido el Centro del Acelerador Nacional Thomas Jefferson, el Instituto Nacional de Estándares y Tecnología, el Laboratorio Nacional Argonne y el Fermilab. Trabajó en la paridad que viola la dispersión de electrones y utilizó datos del experimento Jefferson Lab G0. Recibió el premio Maria Goeppert-Mayer otorgado por la Sociedad Estadounidense de Física por sus contribuciones a la dispersión de electrones en 1998. Contribuyó a la guía para profesores de ciencia nuclear para el Laboratorio Nacional Lawrence Berkeley en 1998.
Es rector asociado de planificación y programas académicos en la Universidad de Maryland. En 1999 se unió al Comité Asesor de Ciencias Nucleares del Departamento de Energía de los Estados Unidos - NSF. En 2004 se desempeñó como Directora del Programa de Física Nuclear de la Fundación Nacional de Ciencias. Fue miembro de la Junta Ejecutiva de la Sociedad Estadounidense de Física en 2009. Está interesado en la intersección de las artes y las ciencias y participó en un simposio interdisciplinario de la AAAS en 2008. Comprobó la física en la película Cazafantasmas y se dio cuenta de que estaban estimando la tasa de desintegración de protones. En 2010 contribuyó a la Revista de Física Nuclear de la Academia Nacional de Ciencias.
Ha participado en varias iniciativas para mejorar la representación de las mujeres, y en particular de las mujeres de color, en la física. Formó parte de un equipo que recibió una subvención ADVANCE de la Fundación Nacional de Ciencias para investigar la carga de trabajo del profesorado, buscando transformar la cultura laboral que resulta en una subrepresentación de las mujeres en la física. El proyecto es un experimento de cinco años en colaboración con la Universidad Estatal de Carolina del Norte y la Universidad de Massachusetts. Ha participado en el comité de la APS sobre la situación de la mujer en la física.

## Premios y honores
- Profesor y Académico Distinguido en la Universidad de Maryland (2012)[22]
- Miembro de la Asociación Estadounidense para el Avance de la Ciencia (2009)[23]
- Premio George M. Snow de la Universidad de Maryland para la promoción de la mujer en física (2008)[12]
- Premio Phillip Merrill otorgado por la Universidad de Maryland (2004)[12]
- Miembro de la Sociedad Estadounidense de Física (2001)[24][25]
- Orador del centenario de la Sociedad Estadounidense de Física (1998)[12]
- Premio Maria Goeppert-Mayer otorgado por la Sociedad Estadounidense de Física (1998)[6]